# HY (밴드)
HY (에이치와이)는 일본의 록 밴드이다. 구성원 모두 오키나와현 우루마시출신이다.
'HY'라는 밴드명은 고향인 오키나와섬 중부, 우루마시 요나시로의 지명인 '히가시야케나(東屋慶名)'의 이니셜에서 따왔다.

## 구성원
- 신자토 히데유키 (新里 英之) (보컬, 기타, 랩)
- 나카 슌 (名嘉 俊) (드럼, 랩)
- 교다 신스케 (許田 信介) (베이스)
- 나카소네 이즈미 (仲宗根 泉) (건반 악기, 보컬)

### 이전 구성원
- 미야자토 유헤이 (宮里 悠平) (기타)

## 내력
- 2008년 4월 16일에 5번째 정규 음반 《HeartY》를 발매했다. 이 음반에 수록된 〈366日〉는 후지 TV의 드라마·영화 《붉은 실》의 주제가로 쓰였다.

## 음반

### 앨범
|        | 발매일          | 제목         | 최고순위 | 최고순위 | 판매량 인증   |
| 오리콘 | 발매일          | 제목         | 전 세계  |          | 판매량 인증   |
| ------ | --------------- | ------------ | -------- | -------- | ------------- |
| 1      | 2001년 9월 22일 | Departure    | 7        | -        | -             |
| 2      | 2003년 4월 16일 | Street Story | 1        | -        | 밀리언        |
| 3      | 2004년 7월 14일 | TRUNK        | 1        | 4        | -             |
| 4      | 2006년 4월 12일 | Confidence   | 1        | 6        | 더블 플래티넘 |
| 5      | 2008년 4월 16일 | HeartY       | 2        | 4        | -             |